# Метастазис (Ксенакис)
Метастазис (греч. Μεταστάσεις; фр. Metastasis) — оркестровая пьеса Яниса Ксенакиса, первая работа композитора в крупной форме, написанная в 1953–54 годах после окончания им учёбы у Оливье Мессиана. Продолжительность произведения составляет примерно 8 минут. Премьера композиции состоялась на фестивале «Дни музыки в Донауэшингене» в 1955 году под управлением Ханса Росбауда. Данная работа первоначально являлась частью трилогии под названием Anastenaria (наряду с пьесами Procession aux eaux claires и Sacrifice), но позже была исключена из её состава композитором.
Сочинение написано для оркестра, состоящего из 61 исполнителя (12 ― на духовых, 3 ― на ударных, играющих на 7 инструментах, 46 ― на струнных), причём ни один из музыкантов не играет одну и ту же партию. В композиции используется техника «звуковых масс» (соноров), при которой каждый оркестрант отвечает за исполнение глиссандо на разной высоте в разные фрагменты времени. В произведении преобладают струнные инструменты, которые во вступлении звучат в унисон и в дальнейшем разделяются на 46 отдельных партий.
На музыку пьес Ксенакиса Metastaseis и Pithoprakta был поставлен балет (автор ― Джордж Баланчин), премьера которого состоялась 18 января 1968 года в Нью-Йоркском театре; в главных ролях выступили Сьюзен Фаррелл и Артур Митчелл.

## Название
Название «Μεταστάσεις» передавалось композитором на французском языке как «Les Métastassis», «Métastassis» или «Les Métastaseis». Греческий диграф ει произносится как [i], поэтому правильной транслитерацией следует считать вариант «Metastasis».
Корни meta («после», «за пределами чего-либо») и stasis («неподвижность»), отражают диалектический контраст между движением и ненаправленностью. Согласно собственному описанию Ксенакиса, «meta = «после» + staseis = «остановка» — это связующее звено между классической музыкой (включая серийную) и т. н. «формализованной музыкой», которую композитор был обязан внедрить в сочинения».

## Анализ
Эстетика «Метастазиса» сочетает эйнштейновский взгляд на время, память автора о звуках пережитой войны, математические и архитектурные идеи Ле Корбюзье, а также учение Мессиана о необратимых ритмах. Музыка обычно состоит из набора упорядоченных во времени звуков; воспроизведённая в обратном направлении, она едва узнаваема. Музыкальная фактура произведения сравнивается композитором со звуковым пространством во время войны, где невозможно выделить отдельные выстрелы, однако в целом звук стрельбы чётко идентифицируется. Конкретная последовательность выстрелов не имеет значения: отдельные пушки могут стрелять в другой последовательности, но на общую звуковую картину это бы не повлияло.
В отличие от взглядов Исаака Ньютона, согласно которым время течет линейно, Эйнштейн рассматривал время как функцию материи и энергии; изменение одной из этих величин, по его теории, приводит к изменению времени. Ксенакис пытался воплотить эту идею в своей музыке. В то время как в большинстве традиционных композиций существуют неизменный темп, размер и длины фраз, в «Метастазисе» интенсивность, тесситура и плотность нотного текста претерпевают изменения подобно массе и энергии. Именно благодаря этим факторам пьеса «продвигается вперёд»: первая и третья части композиции не имеют мелодических тем или мотивов, их развитие обусловлено концептуализацией времени.
Вторая часть пьесы имеет мелодические элементы. В ней используется фрагмент двенадцатитоновой последовательности, длительности нот в которой основываются на последовательности Фибоначчи (её применение не являлось новшеством в музыке, ведь она также часто использовалась Белой Бартоком). Одним из свойств последовательности является постепенное приближение отношений между её соседними элементами к золотому сечению. Эта математическая идея также свойственна архитектурным композициям Ксенакиса, в частности, конструкции монастыря Ла-Туретт (см. также Модулор).
Ксенакис, опытный архитектор, видел главную разницу между музыкой и архитектурой в том, что пространственные композиции можно рассматривать со всех сторон, а музыку можно почувствовать только с одной. Набросок к «Метастазису» был выполнен композитором графически: он больше напоминал чертёж, чем музыкальную партитуру, и отражал движение звуковых масс и глиссандо как структурных элементов произведения ― со временем по оси X и звуковысотностью по оси Y. Фактически, эта конструкция в итоге стала основой для павильона Philips, поверхности которого не были ровными и плоскими, а имели форму гиперболических параболоидов, подобных звуковым массам произведений Ксенакиса. Однако в отличие от работ множества композиторов-авангардистов, в окончательном варианте партитуры Ксенакис скрупулёзно запечатлел все элементы музыкальной фактуры в нотном тексте, т. е. записал пьесу в традиционной нотации.